# Heinz Werner Ketzer
Heinz Werner Ketzer (* 29. September 1914 in Düsseldorf; † 8. August 1984 in Köln) war ein deutscher römisch-katholischer Priester und Kölner Dompropst.

## Leben
Ketzer empfing 1939 die Priesterweihe. Von 1940 bis 1945 leistete er Militärdienst und geriet in Kriegsgefangenschaft. Nach seiner Kaplanszeit in Köln und Essen wurde er am 26. Februar 1961 Pfarrer in der Pfarrkirche Hl. Dreikönige zu Neuss. Am 7. Mai 1977 verlieh ihm Papst Paul VI. den Ehrentitel Kaplan Seiner Heiligkeit; am 1. September 1978 wurde er in Köln zum Dompropst des Erzbistums gewählt.
Der wegen seiner humorvollen Predigten weit über Köln hinaus bekannte Dompropst war ein klassisches Beispiel für die Vereinbarkeit kirchlicher Autorität mit rheinischem Frohsinn. 1981 wurde er in Aachen zum 32. Ritter des Ordens wider den tierischen Ernst berufen.
Der Rat, den er den Kölner Fußballklubs einst gab, ist unvergessen: „Sie sollen zur heiligen Rita für aussichtslose Angelegenheiten beten, dann werden wir ja sehen.“
Die Dompropst-Ketzer-Straße in Köln ist ihm zu Ehren benannt. Sein Grab befindet sich auf dem wegen seiner Lage volkstümlich Bahnsteig Nr. 1 genannten Kölner Domherrenfriedhof unmittelbar neben dem Kölner Hauptbahnhof.